# NGC 4719
NGC 4719 ist eine aktive Balken-Spiralgalaxie mit hoher Sternentstehungsrate vom Hubble-Typ SBb im Sternbild Jagdhunde am Nordsternhimmel. Sie ist schätzungsweise 318 Millionen Lichtjahre von der Milchstraße entfernt und hat einen Durchmesser von etwa 135.000 Lichtjahren.
Das Objekt wurde am 3. Mai 1785 von Wilhelm Herschel mit einem 18,7-Zoll-Spiegelteleskop entdeckt, der sie mit „vF, stellar, or little larger“ beschrieb.